# 안드레아 도리아급 전함

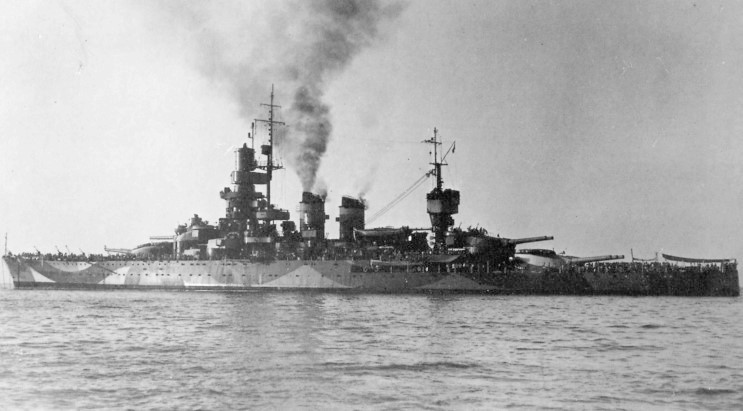
안드레아 도리아급 전함

안드레아 도리아급 전함(Andrea Doria-class battleship) 또는 두일리오급 전함(Duilio class, 이탈리아 출처에 따름) 또는 카이오 두일리오급 전함(Classe Caio Duilio)은 1912년부터 1916년 사이에 이탈리아 왕국 해군(Regia Marina)을 위해 제작된 한 쌍의 드레드노트 전함이다. 안드레아 도리아호와 두일리오호 두 척은 제1차 세계 대전 중에 완성되었다. 이 수업은 이전 콘테 디 카보우르급 전함에 비해 점진적으로 개선되었다. 이전 군함과 마찬가지로 안드레아 도리아와 두일리오도 305mm(12인치) 함포 13문으로 구성된 주함포로 무장했다.
두 척의 선박은 제1차 세계 대전 당시 오스트리아-헝가리 해군의 수상 함대가 아드리아해에 봉쇄되도록 돕기 위해 이탈리아 남부에 기지를 두었다. 두 선박 모두 충돌 중에 전투를 보지 못했다. 전쟁 후 그들은 지중해를 항해했으며 1923년 코르푸섬 사건을 포함하여 여러 국제 사건에 연루되었다. 1933년에 두 선박 모두 예비군으로 배치되었다. 1937년에 선박은 장기간의 재건을 시작했다. 수정 사항에는 중앙 주함포 포탑을 제거하고 나머지 함포의 직경을 320mm(12.6인치)로 천공하고 장갑 보호를 강화하고 새 보일러와 증기 터빈을 설치하고 차체를 늘리는 작업이 포함되었다. 재건 작업은 이탈리아가 이미 제2차 세계 대전에 참전했던 1940년까지 지속되었다.
영국군이 이탈리아 함대에 항공모함 공격을 개시한 1940년 11월 12일 밤 두 척의 배는 타란토(Taranto)에 정박했다. 그 결과 타란토 전투에서 두일리오는 어뢰에 맞아 침몰을 피하기 위해 해변으로 가야 했다. 안드레아 도리아는 습격에서 피해를 입지 않았다. 두일리오의 수리는 1941년 5월까지 지속되었다. 두 배 모두 1941년 후반에 북아프리카로 호송대를 호위했으며, M42 작전을 포함하여 안드레아 도리아는 12월 17일에 결론이 나지 않은 1차 시르테 전투에서 전투를 벌였다. 연료 부족으로 인해 1942년과 1943년에 더 이상의 활동이 위축되었고 두 배 모두 1943년 9월 이탈리아가 항복한 후 몰타에 억류되었다. 이탈리아는 전쟁 후 두 전함을 모두 보유하는 것이 허용되었으며 두 배는 1950년대 초까지 함대 기함으로 교대로 사용하다가 폐기되었다. 두 배 모두 1956년 이후 폐기되었다.